# Lufti
Der Lufti-Jugendbuchpreis ist ein undotierter, seit 2000 ein- bis zweimal im Jahr verliehener Literaturpreis für deutschsprachige und ins Deutsche übersetzte Jugendbücher aus dem jeweils aktuellen Verlagsangebot. Vergeben wird der Preis von der Neubrandenburger Lufti-Jugendbuch-Jury.

## Preisbezeichnung und Kategorien
In Anlehnung an das Pegasus-Projekt der Mecklenburgischen Literaturgesellschaft und an das namensgebende geflügelte Dichterross (Pegasus) gab die Neubrandenburger Jugendbuchjury ihrem Jugendbuchpreis den Namen Lufti.
Der undotierte Jugendliteraturpreis wird in den Kategorien Goldener Lufti, Silberner Lufti und Bronzener Lufti vergeben. Den Lauen Lufti erhält das enttäuschendste nominierte Buch.

## Jury
Die Lufti-Jugendbuchjury arbeitet im Rahmen des Pegasus-Projekts der Mecklenburgischen Literaturgesellschaft in einem von ihr getragenen Literatur- und Kulturzentrum für Kinder und Jugendliche im Wiekhaus 21 in Neubrandenburg (Mecklenburg-Vorpommern). Über den Preis entscheiden ausschließlich jugendliche Juroren zwischen 11 und 18 Jahren, die sich wöchentlich zur Literaturdiskussion über aktuelle Jugendbücher treffen und ihre Juryarbeit eigenverantwortlich organisieren.
Jugendbuchverlage stellen Neuerscheinungen zur Verfügung, aus denen jedes Jurymitglied einen Titel für die aktuelle Preisrunde nominieren darf. In jeder Preisrunde wird von jedem jedes Buch gelesen. Nach intensiver Diskussion der Luftis über die nominierten Titel werden nach einem Punktesystem in geheimer Abstimmung die Preisträger ermittelt. Die schriftliche Begründung der Jury-Entscheidung wird den Verlagen übermittelt und auf der Lufti-Homepage sowie in einer Pressemitteilung veröffentlicht. Neben der Bewertung erstellen die Jurymitglieder zu den von ihnen gelesenen Titel auch Buchbesprechungen. Diese Leseempfehlungen werden dann regelmäßig in der überregionalen Literaturbeilage der Tageszeitung Nordkurier veröffentlicht.
In Zusammenarbeit mit der Mecklenburgischen Literaturgesellschaft, der Regionalbibliothek Neubrandenburg, dem örtlichen Buchhandel und Schulen der Region organisieren die Jurymitglieder auch die Öffentlichkeitsarbeit für den Preis. Sie pflegen Kontakte zu Presse und Rundfunk und gestalten ihre eigene Homepage.
Von 2003 bis 2008 arbeitete die Lufti-Jury in der Jugendjury des Deutschen Jugendliteraturpreises (Deutscher Jugendliteraturpreis) mit.

## Preisträger

### 1. Preisrunde (10. November 2000)
- Goldener Lufti: Das Mädchen am Kanal von Thierry Lenain
- Silberner Lufti: Der schlimme Anfang von Lemony Snicket
- Bronzener Lufti: Baguette und Erdnussbutter von Susi Morgenstern
- Lauer Lufti: Bambulos wahre Lügengeschichten von Bernado Atxaga

### 2. Preisrunde (31. März 2001)
- Goldener Lufti: Als die Steine noch Vögel waren von Marjaleena Lembcke
- Silberner Lufti: Mein Freund Harold von Gary Paulsen
- Bronzener Lufti: So einen wie mich kann man nicht von den Bäumen pflücken, sagt Buster von Bjarne Reuter
- Lauer Lufti: So ein alberner Satz wie Ich liebe dich von Martin C. Córdoba

### 3. Preisrunde (28. Dezember 2001)
- Goldener Lufti: Malka Mai von Mirjam Pressler
- Silberner Lufti: Blaues Licht von Gary Paulsen
- Bronzener Lufti: Das Marsprojekt von Andreas Eschbach
- Lauer Lufti: Falsch gedacht von Sigurd Pruetz

### 4. Preisrunde (4. Juli 2002)
- Goldener Lufti: Flucht nach Venedig von Donna Jo Napoli
- Silberner Lufti: Birnbäume blühen weiß von Gerbrand Bakker
- Bronzener Lufti: Kurzer Rock von Christina Wahldén
- Lauer Lufti: Flammen im Kopf von Achim Bröger

### 5. Preisrunde (26. Januar 2003)
- Goldener Lufti: Schrei aus der Stille von Werner J. Egli
- Silberner Lufti: Dann bin ich eben weg von Christine Fehér
- Bronzener Lufti: Das Leben ist komisch von E. R. Frank
- Lauer Lufti: Blutiges Pergament von Günther Bentele

### 6. Preisrunde (7. Dezember 2003)
- Goldener Lufti: Sag mir, was du siehst von Zoran Drvenkar
- Silberner Lufti: Noch einmal fliegen von Karel Verleyen
- Bronzener Lufti: Der mechanische Prinz von Andreas Steinhöfel
- Lauer Lufti: Nachts, wenn die Schatten fallen von Robert Cormier

### 7. Preisrunde (12. Juni 2004)
- Goldener Lufti: Das Orangenmädchen von Jostein Gaarder
- Silberner Lufti: Schmerzverliebt von Kristina Dunker
- Bronzener Lufti: Unter Verdacht von Joyce Carol Oates
- Lauer Lufti: Dunkler Weg von Fabian Lenk

### 8. Preisrunde (31. Januar 2005)
- Goldener Lufti: Lauf, Junge, lauf von Uri Orlev
- Silberner Lufti: Asphalt Tribe von Morton Rhue
- Bronzener Lufti: Lilly unter den Linden von Anne C. Voorhoeve
- Lauer Lufti: Pobby und Dingan von Ben Rice

### 9. Preisrunde (24. Juni 2005)
- Goldener Lufti: Mit offenen Augen von Joyce Carol Oates
- Silberner Lufti: Die Meister der Zitadelle von Sherryl Jordan
- Bronzener Lufti: 1000 Jahre habe ich gelebt von Livia Bitton-Jackson
- Lauer Lufti: Die Erde, mein Hintern und andere dicke, runde Sachen von Carolyn Mackler

### 10. Preisrunde (28. Januar 2006)
- Goldener Lufti: Ruben von Kate Morgenroth
- Silberner Lufti: Kill von Mats Wahl
- Bronzener Lufti: So lebe ich jetzt von Meg Rosoff
- Lauer Lufti: Es tut fast gar nicht weh von Harald Parigger

### 11. Preisrunde (1. Juli 2006)
- Goldener Lufti: Lucas von Kevin Brooks
- Silberner Lufti: Evil von Jan Guillou
- Bronzener Lufti: Anderswo von Gabrielle Zevin
- Lauer Lufti: Rook in den freien Tälern von Paul Stewart und Chris Riddell

### 12. Preisrunde (28. Dezember 2006)
- Goldener Lufti: Der Joker von Markus Zusak
- Silberner Lufti: Candy von Kevin Brooks
- Bronzener Lufti: Wenn er kommt, dann laufen wir von David Klass
- Lauer Lufti: Vampyr von Brigitte Melzer

### 13. Preisrunde (1. Juli 2007)
- Goldener Lufti: Simpel von Marie-Aude Murail
- Silberner Lufti: Freaks von Joey Goebel
- Bronzener Lufti: Eine wie Alaska von John Green
- Lauer Lufti: Malfuria von Christoph Marzi

### 14. Preisrunde (11. Februar 2008)
- Goldener Lufti: Eine echt verrückte Story von Ned Vizzini
- Silberner Lufti: Running Man von Michael Gerard Bauer
- Bronzener Lufti: Chicken Boy von Frances O'Roark Dowell
- Lauer Lufti: Zwei Sommer von Britta Keil

### 15. Preisrunde (5. Dezember 2008)
- Goldener Lufti: Unter dem Gully liegt das Meer von Robert Habeck und Andrea Paluch
- Silberner Lufti: Die Sache mit Kiffo und mir von Barry Jonsberg
- Bronzener Lufti: Wir treffen uns, wenn alle weg sind von Iva Procházková
- Lauer Lufti: Völlig durchgeknallt von Ally Kennen

### 16. Preisrunde (6. März 2009)
- Goldener Lufti: Halb und Halb für Drei von Marie-Aude Murail
- Silberner Lufti: Mücke im März von Veronika Rotfuß
- Bronzener Lufti: Nebel im August von Robert Domes
- Lauer Lufti: Landeplatz der Engel von Frank M. Reifenberg

### 17. Preisrunde (18. März 2010)
- Goldener Lufti: Damals, das Meer von Meg Rosoff
- Silberner Lufti: Aftershock von Tamar-Verete Zehavi
- Bronzener Lufti: Miranda geht von Valérie Dayre
- Lauer Lufti: Der Name dieses Buches ist ein Geheimnis von Pseudonymous Bosch

### 18. Preisrunde (14. Oktober 2010)
- Goldener Lufti: Über kurz oder lang von Marie-Aude Murail
- Silberner Lufti: Erebos von Ursula Poznanski
- Bronzener Lufti: Margos Spuren von John Green
- Lauer Lufti: Zeit der Geheimnisse von Sally Nicholls

### 19. Preisrunde (3. März 2011)
- Goldener Lufti: ARABQUEEN oder Der Geschmack der Freiheit von Güner Yasemin Balci
- Silberner Lufti: Tage wie diese von John Green, Maureen Johnson und Lauren Myracle
- Bronzener Lufti: Entscheide Dich! von Annika Thor
- Lauer Lufti: Zusammen allein von Karin Bruder

### 20. Preisrunde (1. März 2012)
- Goldener Lufti: Crank von Ellen Hopkins
- Silberner Lufti: Infinity von Gabriele Gfrerer
- Bronzener Lufti: So oder so ist das Leben von Marie-Aude Murail
- Lauer Lufti: Schlaflos in Hamburg von Hortense Ullrich und Allyssa Ullrich

### 21. Preisrunde (1. März 2013)
- Goldener Lufti: Der Glücksfinder von Anoush Elman und Edward van de Vendel
- Silberner Lufti: Wer schön sein will, muss sterben von Michele Jaffe
- Bronzener Lufti: Prinsengracht 263 – Die bewegende Geschichte des Jungen, der Anne Frank liebte von Sharon Dogar
- Lauer Lufti: Flames 'n' Roses – Lebe lieber übersinnlich von Kiersten White

### 22. Preisrunde (1. März 2014)
- Goldener Lufti: 16:32 – Gegen die Zeit von Jonathan Lenz
- Silberner Lufti: Lauf, wenn es dunkel wird von April Henry
- Bronzener Lufti: Der Himmel über Jerusalem von Gabriella Ambrosio
- Lauer Lufti: ––

### 23. Preisrunde (1. März 2015)
- Goldener Lufti: Bitterzart von Gabrielle Zevin
- Silberner Lufti: BETA von Rachel Cohn
- Bronzener Lufti: Was geschah mit Mara Dyer? von Michelle Hodkin
- Lauer Lufti: Escape von Jennifer Rush

### 24. Preisrunde (1. Oktober 2015)
- Goldener Lufti: Letztendlich sind wir dem Universum egal von David Levithan
- Silberner Lufti: Joss oder Der Preis der Freiheit von Klaus Kordon
- Bronzener Lufti: Lasst uns schweigen wie ein Grab von Julie Berry
- Lauer Lufti: Alle Augen auf dich von Gina Mayer

### 25. Preisrunde (Frühling 2016)
- Goldener Lufti: Rain. Das tödliche Element von Virginia Bergin
- Silberner Lufti: T.R.O.J.A. Komplot von Ortwin Ramadan
- Bronzener Lufti: Das Herz von Libertalia von Anna Kuschnarowa
- Lauer Lufti: Das Flüstern der Zeit von Sandra Regnier

### 26. Preisrunde (Herbst 2016)
- Goldener Lufti: Wenn der Mond am Himmel steht, dann denk ich an dich von Deborah Ellis
- Silberner Lufti: Was dir bleibt, ist dein Traum von Suzy Zail
- Bronzener Lufti: Layers von Ursula Poznanski
- Lauer Lufti: Young World – Die Clans von New York von Chris Weitz

### 27. Preisrunde (Frühling 2017)
- Goldener Lufti: Witch Hunter von Virginia Boecker
- Silberner Lufti: Heartbeats – Meine Zeit mit Dir von Shelley Coriell
- Bronzener Lufti: Darkmere Summer von Helen Maslin
- Lauer Lufti: Sturmland – Die Reiter von Mats Wahl

### 28. Preisrunde (Herbst 2017)
- Goldener Lufti: Young Elites von Marie Lu
- Silberner Lufti: Elanus von Ursula Poznanski
- Bronzener Lufti: Keep me safe von Sarah Alderson
- Lauer Lufti: Evolution – Die Stadt der Überlebenden von Thomas Thiemeyer

### 29. Preisrunde (Frühling 2018)
- Goldener Lufti: Auf immer gejagt von Erin Summerill
- Silberner Lufti: Camp 21 – Grenzenlos gefangen von Rainer Wekwerth
- Bronzener Lufti: Book Elements – Die Magie zwischen den Zeilen von Stefanie Hasse
- Lauer Lufti: Tage mit Leuchtkäfern von Zoe Hagen

### 30. Preisrunde (Herbst 2018)
- Goldener Lufti: Nur drei Worte von Becky Albertalli
- Silberner Lufti: Wir beide wussten, es war was passiert von Steven Herrick
- Bronzener Lufti: Dumplin' – Go big or go home von Julie Murphy
- Lauer Lufti: Soul Hunters – Mit der Liebe kommt der Tod von Gerd Ruebenstrunk

### 31. Preisrunde (2019)
- Goldener Lufti: Der große schwarze Vogel von Stefanie Höfler
- Silberner Lufti: Verloren in Eis und Schnee – Die unglaubliche Geschichte der Geschwister Danilow von Davide Morosinotto
- Bronzener Lufti: Ghost – Jede Menge Leben von Jason Reynolds
- Lauer Lufti: Du wolltest es doch von Louise O’Neill

### 32. Preisrunde (2020)
- Goldener Lufti: Ramona Blue von Julie Murphy
- Silberner Lufti: Junge ohne Namen von Steve Tasane
- Bronzener Lufti: Niemalswelt von Marisha Pessl
- Lauer Lufti: Hinter Glas von Julya Rabinowich

### 33. Preisrunde (2021)
- Goldener Lufti: Was ist mit uns? von Becky Albertalli und Adam Silvera
- Silberner Lufti: Schneetänzer von Antje Babendererde
- Bronzener Lufti: Elektrische Fische von Susan Kreller
- Lauer Lufti: We will fall von Shannon Dunlap